# Minnesota Vikings 2020
La stagione 2020 dei Minnesota Vikings è stata la 60ª della franchigia nella National Football League, la 5ª giocata allo U.S. Bank Stadium e la 7ª con Mike Zimmer come capo allenatore. Dopo avere iniziato con un record di 1-5 per la prima volta dal 2013, la squadra non riuscì a migliorare il record di 10–6 della stagione precedente, terminando sul 7-9. I Vikings subirono 475 punti durante la stagione, il terzo massimo della storia della franchigia, e ne segnarono 430, anch'esso il terzo massimo della loro storia.

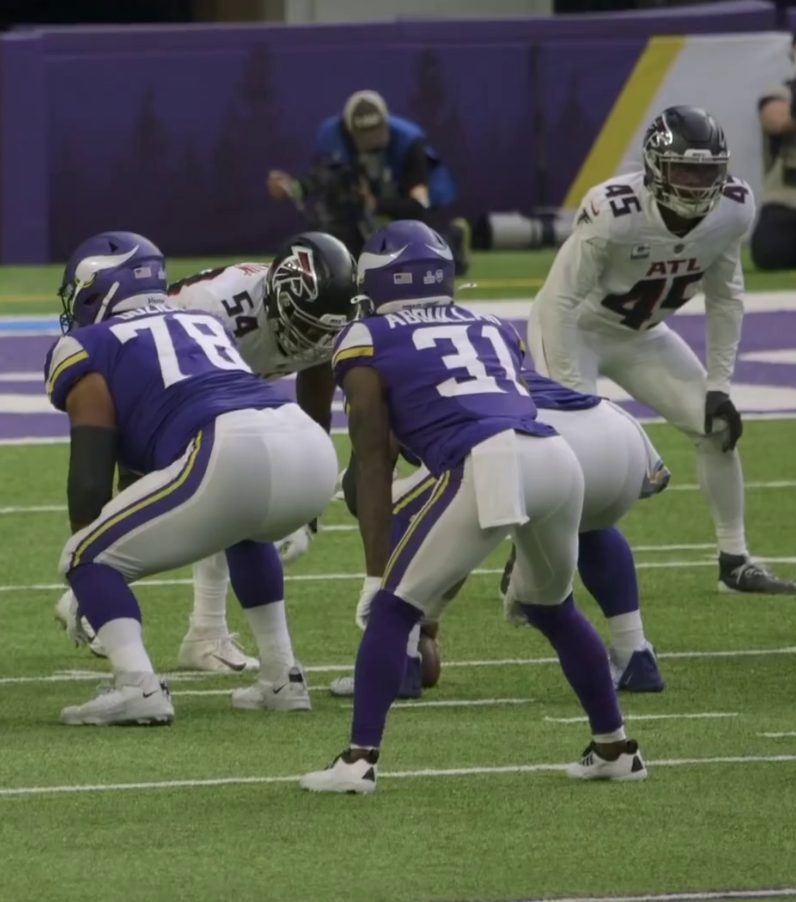
La partita contro Atlanta del 18 ottobre

## Scelte nel Draft 2020
| Draft NFL 2020   |                  |                  |       |                   |
| Ordine del Draft | Ordine del Draft | Giocatore        | Ruolo | College           |
| Giro             | Scelta           | Giocatore        | Ruolo | College           |
| 1                | 22               | Justin Jefferson | WR    | LSU               |
| 1                | 31               | Jeff Gladney     | CB    | Texas Christian   |
| 2                | 58               | Ezra Cleveland   | OT    | Boise State       |
| 3                | 89               | Cameron Dantzler | CB    | Mississippi State |
| 4                | 117              | D.J. Wonnum      | DE    | South Carolina    |
| 4                | 130              | James Lynch      | DT    | Baylor            |
| 4                | 132              | Troy Dye         | LB    | Oregon            |
| 5                | 169              | Harrison Hand    | CB    | Temple            |
| 5                | 176              | K.J. Osborn      | WR    | Miami (FL)        |
| 6                | 203              | Blake Brandel    | OT    | Oregon State      |
| 6                | 205              | Josh Metellus    | S     | Michigan          |
| 7                | 225              | Kenny Willekes   | DE    | Michigan State    |
| 7                | 244              | Nate Stanley     | QB    | Iowa              |
| 7                | 249              | Brian Cole II    | S     | Mississippi State |
| 7                | 253              | Kyle Hinton      | G     | Washburn          |

## Staff
| Staff dei Minnesota Vikings nel 2020 |
| --- |
| Organi dirigenziali - Proprietario/chairman – Zygi Wilf - Proprietario/president – Mark Wilf - Proprietario/vice chairman – Leonard Wilf - Proprietario/vice presidente esecutivo – Jonathan Wilf - Chief operating officer – Andrew Miller - General manager – Rick Spielman - Vice presidente del personale dei giocatori/assistente general manager – George Paton - Vice presidente esecutivo delle operazioni del football – Rob Brzezinski - Direttore degli osservatori del college – Jamaal Stephenson - Direttore degli osservatori professionistici – Ryan Monnens - Direttore analisi – Scott Kuhn - Consulente – Bud Grant Capo allenatore - Mike Zimmer - Assistente c.a./coordinatore offensivo – Gary Kubiak Altri allenatori - Preparatore atletico: Eric Sugarman - Assistente p.a. – Derik Keyes - Assistente p.a. – Chaz Mahle Allenatori dell'attacco - Quarterback – Klint Kubiak - Running back – Kennedy Polamalu - Wide receiver – Andrew Janocko - Tight end – Brian Pariani - Gioco sulle corse/offensive line – Rick Dennison - Assistente offensive line – Phil Rauscher - Controllo qualità – Christian Jones - Controllo qualità – AC Patterson Allenatori della difesa - Co-coordinatore difensivo/defensive line – Andre Patterson - Co-coordinatore difensivo/linebacker – Adam Zimmer - Assistente defensive line – Imarjaye Albury - Defensive back – Daronte Jones - Assistente defensive back – Roy Anderson - Assistente senior – Dom Capers - Controllo qualità – Nick Rallis Allenatori dello special team - Coordinatore dello special team: Marwan Maalouf - Assistente special team – Ryan Ficken - Consulente calci – Nate Kaeding |

## Roster
| Roster dei Minnesota Vikings nel 2020 |
| --- |
| Quarterback - 8 Kirk Cousins - 4 Sean Mannion Running Back - 31 Ameer Abdullah - 23 Mike Boone - 33 Dalvin Cook - 30 C.J. Ham FB - 25 Alexander Mattison Wide Receiver - 12 Chad Beebe - 85 Dan Chisena - 18 Justin Jefferson - 81 Bisi Johnson - 17 K.J. Osborn - 11 Tajae Sharpe - 19 Adam Thielen Tight End - 83 Tyler Conklin - 82 Kyle Rudolph - 84 Irv Smith Jr. Offensive Linemen - 56 Garrett Bradbury C - 72 Ezra Cleveland T - 78 Dakota Dozier G - 65 Pat Elflein G - 69 Rashod Hill T - 75 Brian O'Neill T - 71 Riley Reiff T - 73 Dru Samia G - 74 Oli Udoh T Defensive Linemen - 90 Jalyn Holmes DE - 94 Jaleel Johnson DT - 66 James Lynch DT - 51 Hercules Mata'afa DT - 91 Yannick Ngakoue DE - 95 Ifeadi Odenigbo DE - 93 Shamar Stephen DT - 96 Armon Watts DT - 98 D.J. Wonnum DE - 52 Eddie Yarbrough DE Linebacker - 55 Anthony Barr OLB - -- Ryan Connelly MLB - 45 Troy Dye OLB - 54 Eric Kendricks MLB - 50 Eric Wilson OLB Defensive Back - 29 Kris Boyd CB - 27 Cameron Dantzler CB - 20 Jeff Gladney CB - 38 Harrison Hand CB - 41 Anthony Harris FS - 24 Holton Hill CB - 21 Mike Hughes CB - 22 Harrison Smith SS Special Team - 5 Dan Bailey K - 2 Britton Colquitt P - 58 Austin Cutting LS Lista delle riserve - 46 Myles Dorn S (IR) - 42 Ben Gedeon OLB (PUP) - 99 Danielle Hunter DE (IR) - 97 Michael Pierce DT (Opt-out) - 59 Cameron Smith MLB (NF-Ill.) - 79 Kenny Willekes DE (IR) Squadra di allenamento - 40 Jake Bargas FB - 64 Blake Brandel T - 3 Jake Browning QB - 76 Aviante Collins T - 86 Brandon Dillon TE - 32 Mark Fields CB - 68 Kyle Hinton G - 15 Alexander Hollins WR - 67 Albert Huggins DT - 61 Brett Jones C - 48 Blake Lynch MLB - 7 Chase McLaughlin K - 26 Nate Meadors CB - 44 Josh Metellus S - 47 Hardy Nickerson Jr. LB - 7 Nate Stanley QB 53 attivi, 6 inattivi, 16 nella squadra di allenamento |
| Legenda - I rookie sono in corsivo. - Il primo ruolo è il principale mentre gli eventuali successivi indicano i ruoli secondari. - (IR) sta per Injured Reserve ed indica la lista ristretta per un solo giocatore infortunato che può tornare ad allenarsi dopo la settimana 6 e a rientrare in prima squadra dopo che questa ha giocato 8 partite. - (NF-Inj.) / (NF-Ill.) stanno rispettivamente per Non-Football Injured e Non-Football Illness ed indicano le liste dove viene inserito un giocatore che ha un infortunio o una malattia non dipendente dal football americano. - (PUP) sta per Physically Unable to Perform ed indica la lista dove viene inserito un giocatore mentre è in attesa di recuperare la condizione fisica. Nella stagione regolare dopo la sesta partita giocata dalla propria squadra, il giocatore ha tempo tre settimane per riprendere ad allenarsi, più tre settimane aggiuntive dal suo rientro agli allenamenti per rientrare in prima squadra. |

## Calendario

### Pre-stagione
Il calendario della fase pre-stagionale è stato annunciato il 7 maggio 2020. Tuttavia, il 27 luglio 2020, il commissioner della NFL Roger Goodell ha annunciato la cancellazione totale della pre-stagione, a causa della pandemia di Covid-19.

### Stagione regolare
| Stagione regolare |                    |                         |                    |                    |                         |                    |                    |
| Turno             | Data               | Avversario              | Risultato          | Record             | Stadio                  | Pubblico           | Sintesi            |
| 1                 | 13 settembre       | Green Bay Packers       | S 34–43            | 0–1                | U.S. Bank Stadium       | 0                  | Recap              |
| 2                 | 20 settembre       | at Indianapolis Colts   | S 11–28            | 0–2                | Lucas Oil Stadium       | 2.500              | Recap              |
| 3                 | 27 settembre       | Tennessee Titans        | S 30–31            | 0–3                | U.S. Bank Stadium       | 0                  | Recap              |
| 4                 | 4 ottobre          | at Houston Texans       | V 31–23            | 1–3                | NRG Stadium             | 12.102             | Recap              |
| 5                 | 11 ottobre         | at Seattle Seahawks     | S 26–27            | 1–4                | CenturyLink Field       | 0                  | Recap              |
| 6                 | 18 ottobre         | Atlanta Falcons         | S 23–40            | 1–5                | U.S. Bank Stadium       | 0                  | Recap              |
| 7                 | Settimana di pausa | Settimana di pausa      | Settimana di pausa | Settimana di pausa | Settimana di pausa      | Settimana di pausa | Settimana di pausa |
| 8                 | 1 novembre         | at Green Bay Packers    | V 28–22            | 2–5                | Lambeau Field           | 0                  | Recap              |
| 9                 | 8 novembre         | Detroit Lions           | V 34–20            | 3–5                | U.S. Bank Stadium       | 0                  | Recap              |
| 10                | 16 novembre        | at Chicago Bears        | V 19–13            | 4–5                | Soldier Field           | 0                  | Recap              |
| 11                | 22 novembre        | Dallas Cowboys          | S 28–31            | 4–6                | U.S. Bank Stadium       | 0                  | Recap              |
| 12                | 29 novembre        | Carolina Panthers       | V 28–27            | 5–6                | U.S. Bank Stadium       | 0                  | Recap              |
| 13                | 6 dicembre         | Jacksonville Jaguars    | V 27–24 (dts)      | 6–6                | U.S. Bank Stadium       | 0                  | Recap              |
| 14                | 13 dicembre        | at Tampa Bay Buccaneers | S 14–26            | 6–7                | Raymond James Stadium   | 16.031             | Recap              |
| 15                | 20 dicembre        | Chicago Bears           | S 27–33            | 6–8                | U.S. Bank Stadium       | 0                  | Recap              |
| 16                | 25 dicembre        | at New Orleans Saints   | S 33–52            | 6–9                | Mercedes-Benz Superdome | 3.000              | Recap              |
| 17                | 3 gennaio          | at Detroit Lions        | V 37–35            | 7–9                | Ford Field              | 0                  | Recap              |

Note: gli avversari della propria division sono in grassetto.

## Premi

### Premi settimanali e mensili
- Dalvin Cook:

running back della settimana 3
giocatore offensivo della NFC della settimana 8
running back della settimana 8
giocatore offensivo della NFC della settimana 9
running back della settimana 9
giocatore offensivo della NFC del mese di novembre
- Mike Boone:

giocatore degli special team della NFC della settimana 4
- Justin Jefferson:

rookie della settimana 6
- Kirk Cousins:

giocatore offensivo della NFC della settimana 12
giocatore offensivo della NFC della settimana 17